# Omicron Puppis
Omicron Puppis (183 Puppis) é uma estrela na direção da constelação de Puppis. Possui uma ascensão reta de 07h 48m 05.17s e uma declinação de −25° 56′ 13.8″. Sua magnitude aparente é igual a 4.40. Considerando sua distância de 2470 anos-luz em relação à Terra, sua magnitude absoluta é igual a −5.00. Pertence à classe espectral B1IV:nne. É uma estrela Be.